# Nova Iniciativa Croata
Nova Iniciativa Croata (croat Nova Hrvatska Inicijativa, NHI) és un partit polític dels croats de Bòsnia i Hercegovina. Fou creat com a escissió de la Unió Democràtica Croata de Bòsnia i Hercegovina liderada per Krešimir Zubak. A les eleccions generals de Bòsnia i Hercegovina de 2006 es presentà en coalició amb el Partit Croat dels Drets i només va obtenir un escó a la Cambra de Representants de la Federació de Bòsnia i Hercegovina.
El 2007 es va unir a la secció bosniana del Partit Camperol Croat, de manera que el nou partit es diu Partit Camperol Croat - Nova Iniciativa Croata (Hrvatska seljačka stranka - Nova hrvatska inicijativa, HSS-NHI). El seu cap és Marko Tadić i és membre de la Internacional Demòcrata de Centre.